# Nat (andeväsen)

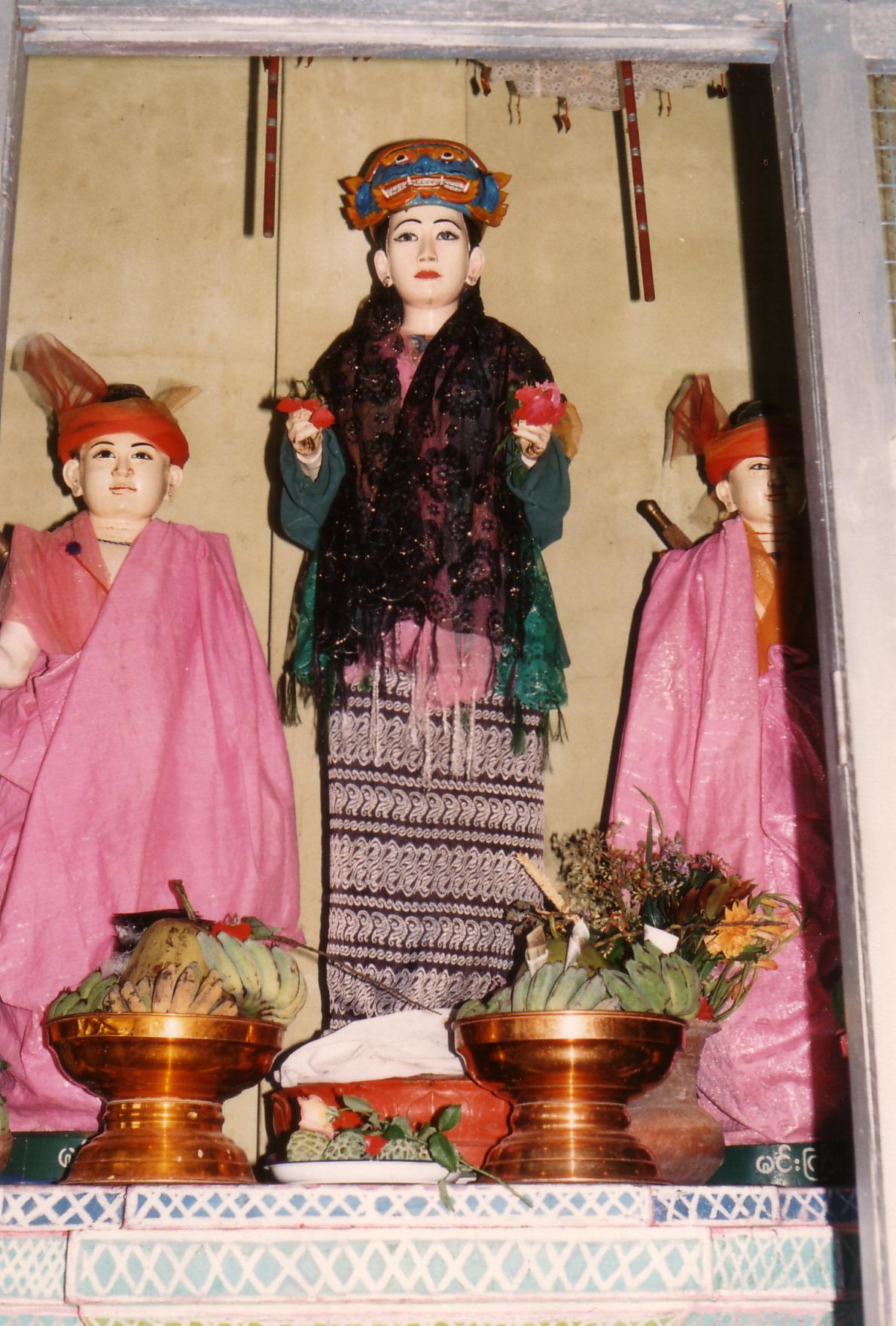
Natgudinnan Me Wunna med sina söner Min Gyi och Min Lay.

Nat är den ursprungliga religionen i Myanmar. Det är en typ av animism centrerad kring en polyteistisk tillbedjan av nat, andar eller gudar av lokalt eller hinduiskt ursprung. 
Nater ser ut som människor. De besjälar olika naturfenomen, besitter djur och bibehåller eller vaktar objekt. Det förekommer att levande människor som dör på ett våldsamt sätt blir Nats efter döden. Majoriteten av dem, men inte alla, uppfattas som illasinnade, och tillbedjan går ut på att lugna dem och ge dem gåvor för att de inte ska ställa till besvär. Det finns ingen bestämd ortodoxi och kulten varierar lokalt.
Tillbedjan av nater finns i landet sedan 3 000 år tillbaka, vilket är äldre än hinduismens och buddhismens närvaro i Myanmar. Det finns sedan 1000-talet 37 officiellt erkända Nats, alla underställda överguden Thagyamin.